# EC Banespa
Der Esporte Clube Banespa ist ein Sportverein aus São Paulo, im brasilianischen Bundesstaat São Paulo. Er bietet verschiedene Sportarten an. Neben dem Sport legt der Klub auch Wert auf die Bereiche Freizeit, Bildung und Kultur. Aktivitäten im Profisport des Futsal und Volleyball hat Banespa eingestellt.

## Geschichte
1926 weitete die Banco de Crédito Hipotecário e Agrícola do Estado de São Paulo, die Hypotheken- und Agrarkreditbank des Staates São Paulo, deren Partner französischer Herkunft waren, ihre Aktivitäten aus und änderte ihren Namen in Banco do Estado de São Paulo S/A. Damit war die Landesregierung von São Paulo ab dem 4. November 1926 Mehrheitsaktionär der 1909 gegründeten Bank. Zu dieser Zeit spielte sie bereits eine wichtige Rolle bei der Unterstützung des Kaffeeanbaus.
Es war üblich, dass sich die Mitarbeiter in ihrer Freizeit trafen, um über zwei Themen zu sprechen, die damals fast obligatorisch waren: die Bank selbst und den Fußball. Während eines dieser Treffen kamen sie auf die Idee, ein Team zu gründen, um in der bald beginnenden Meisterschaft der Liga Bancária mitzuspielen. Aus diesem Team entstand der heutige Esporte Clube Banespa. Der Klun wurde am 12. März 1930 von Mitarbeitern der Banco do Estado de São Paulo gegründet. Der Name des Klubs ist ein Akronym des Namens der Bank. 1932 gewann man ein erstes Fußballturnier, das von der Liga Bancária de Esportes Atléticos veranstaltet wurde. In einer der Ligen der Staatsmeisterschaft von São Paulo trat der Klub zu keiner Zeit an.
Zu der Zeit hatte Banespa noch kein eigenes Grundstück und trainierte auf dem des Esporte Clube Estrela. Der Sieg in der Liga Bancária ermutigte, nach einem Hauptquartier zu suchen, in dem sie einige der in ihren Gründungsprotokollen festgelegten Ziele erreichen konnten. Man entschied sich für einen abgelegeneren Standort. Die Wahl fiel auf eine scheinbar verlassene Farm gegenüber der Bushaltestelle Petrópolis im abgelegenen Viertel Santo Amaro, einem Stadtteil mit der größten Konzentration deutscher Einwanderer. Auf dem Bauernhof gab es einen ovalen Swimmingpool aus Ziegeln, einen aus Zement gebauten Tennisplatz, verfallene Stallungen, eine Wasserquelle und eine Allee aus Kasuarinen-Zierbäumen, die in Australien heimisch sind. Der Besitzer der Farm, Walter Nicolaus Herbert Max Joan von Huetschler, lebte in Deutschland und war laut seinem Anwalt in Brasilien mit dem Schicksal seines Eigentums nicht sehr glücklich. Nach Rücksprache mit dem Eigentümer wurde der Mietvertrag für 400.000 Real pro Monat für zwei Jahre abgeschlossen.
Dasselbe Mitarbeiterteam, das den Standort gefunden hatte, organisierte auch den Aufbau des künftigen Standorts. Ein Jahr lang arbeiteten sie jeden Samstag nach der Arbeit und jeden Sonntag auf dem Bauernhof. Sie bauten die Ställe in Umkleidekabinen um, ebneten das Gelände und eröffneten den Fußballplatz. Das einzige Haus, das noch ein Dach hatte, wurde gestrichen und der Brunnen, der als Schwimmbecken diente und an der breitesten Stelle etwa 10 und an der schmalsten 5 Meter maß, wurde verbessert. Nur am Samstagnachmittag wurde trainiert und nach dem Spiel gab es eine Abkühlung im Pool. Romeu Sestini, ein Angestellter im Lager der Bank, kümmerte sich gemeinsam mit seiner Familie um die Farm, sorgte für die Instandhaltung und versorgte Wochenendbesucher mit Mahlzeiten. Nach zwei Jahren seines Bestehens wurde der Klub immer noch von denselben Mitarbeitern besucht. Es wurden Tänze und Partys für die Mitglieder, ihre Familien und Freunde organisiert. Bei diesen Gelegenheiten waren viele Bankangelegenheiten noch immer Gegenstand hitziger und leidenschaftlicher Diskussionen. Später trafen die Sportler ein und mit ihnen eine weitere Diskussion: ob sie weitere ordentliche Mitglieder aufnehmen könnten, die grundsätzlich Angehörige von Mitarbeitern sein müssten.
Mit der Eröffnung des Flughafens Flughafen São Paulo–Congonhas im Jahr 1934 wurde ein Dekret zur Auflösung der Gemeinde Santo Amaro erlassen, die in die Gemeinde São Paulo eingegliedert wurde. Im Protokoll vom 24. Januar 1935 brachte die Bank einen ihrer größten Beiträge an den Klub zum Ausdruck: „Die Versicherungsprovisionen müssen ab diesem Datum an den Esporte Clube Banespa abgeführt werden, um einen Fonds für den Bau seines zukünftigen Hauptsitzes zu schaffen.“ Im selben Jahr stieg die Mitgliederzahl deutlich an, da erstmals ein Wettbewerb für Berufseinsteiger in der Bank durchgeführt wurde.
Banespa begann über den Erwerb eines eigenen Hauptquartiers nachzudenken. Da die Bank bereits eine große Zahl von Immobilien besaß, die sie durch Schuldentilgung erworben hatte, musste Banespa den Vorstand der Bank davon überzeugen, eine weitere Immobilie zu kaufen, und das auch noch in einer abgelegenen Gegend wie Santo Amaro. Gleichzeitig investierte die Bank in den Bau eines Gebäudes an der Praça Ramos de Azevedo mit der Absicht, es später mit dem Palacete Brícola zwischen der Rua XV de Novembro und der Rua João Brícola gegenüber der Praça Antônio Prado auszutauschen. Der Palast gehörte der Santa Casa de Misericórdia de São Paulo, die ihn durch eine Spende erhielt und ihn daher nicht verkaufen konnte. Da die Bank an dem Standort interessiert war, fand sie eine Lösung für einen Tausch und errichtete dort später ihren großen Hauptsitz.
1940 wurden die Tennisplätze, die Bowlingbahn und ein Brunnen eingeweiht. Mit den Jahren kamen außerdem Leichtathletik, Basketball, Tischtennis, Schwimmen, Tamburello, Volleyball, Federball, und Schach hinzu. 1943 wurde ein neuer, von einer modernen Leichtathletikbahn umgebener, Fußballplatz eröffnet. Im Jahr 1944 markierten weitere Einweihungen einen neuen Expansionszyklus für Banespa, als Companhia Antarctica Paulista eine Spende im Wert von 50.000 Cruzeiros machte. Mit diesen Mitteln wurde die Beleuchtung des Geländes fertiggestellt, zwei weitere Tennisplätze errichtet, sowie Tribünen und ein Bar- und Restaurantgebäude, das 1945 endgültig in Betrieb genommen wurde. 
1945 begannen Planungen, den Fußballplatz durch ein Freizeitzentrum zu ersetzen. Es wurden zwei Swimmingpools, einer für Erwachsene und einer für Kinder, ein Fitnessstudio mit Basketballplätzen, Volleyballplätzen und Bars, zwei Umkleideräume, Häuser für den Hausmeister und die Angestellten, das Hauptgebäude mit mehreren Räumen und Aufenthaltsräumen, die unter anderem für das Sekretariat, die Arztpraxis, Indoor-Spiele, ein Wohnzimmer und ein Raucherraum vorgesehen. 1946 beschloss der Vorstand des Klubs, das Vereinsleben zu stärken und gründete eine Sozialabteilung, die für die Förderung von Tanztreffen und Festivals zuständig war. 1947 wurden die Kosten für die Umgestaltung auf fünf Millionen Cruzeiros geschätzt. Aufgrund der Wertsteigerung, welches das Grundstück in den Jahren erfahren hatte, stimmte die Bank dem Projekt zu.
Bis in die 1950er Jahre eröffnete Banespa noch ein Kino, eine Bibliothek und eine Ballettabteilung. Im folgenden Jahrzehnt erfolgten Modernisierungen und der Bau einer Sporthalle mit 480 m² und in den 1970er Jahren die Sporthallen vier und fünf, mit zusammen 2.663,25 m². Das Sede Náutica, Wassersportzentrum, wurde 1978 eingeweiht, gelegen am Represa Billings, eines der größten und wichtigsten Wasserreservoirs in der Metropolregion São Paulo. 1982 erwarb der Klub eine weitere Fläche von eine Fläche von 3.500 m² in der Stadt und 1987 nochmals 25.000 m². Bis heute folgten weitere Ausbauten und Umzüge.
Bis 1994 war die Banco do Estado de São Paulo wichtigster Förderer des Klubs und seine Mitglieder rekrutierten sich im Wesentlichen aus deren Angestellten und dessen Familien. Das änderte sich in dem Jahr, aufgrund von Finanzierungsproblemen der Bank, stellte diese die Förderung ein. Infolgedessen hatte Banespa einen Mitgliederschwund zu verzeichnen. Im Jahr 2000 übernahm die spanische Banco Santander die regionale Bank. Diese war zu der Zeit auch Sponsor der Volleyball- und der Futsalmannschaft des Klubs. Santander stellte Ende 2009 sein Sponsoring ein. Seitdem bietet der Klub nur noch Amateursport an.

## Futsal
Kurz nach dem Aufkommen des Futsals in Brasilien in den 1950er Jahren, begann man auch beim Banespa die Sportart zu betreiben. 1992 gewann die Mannschaft mit dem Taça Brasil de Futsal, einem Pokalwettbewerb, seinen ersten nationalen Titel. Seit 1997 spielt man auf nationaler Ebene in der im Vorjahr geschaffenen Liga Nacional de Futsal (LNF). Hier war die beste Platzierung im Debütjahr die Vizemeisterschaft. Hier unterlag Banespa Atlético Mineiro mit 3:3 und 1:4.
Im Februar 2001 nahm Banespa an der Copa Libertadores teil. Austragen wurden die Spiele in der Spielstätte der Landsleute von Carlos Barbosa. In dem Turnier debütierte man am 7. Februar in der Gruppe B gegen River Plate aus Argentinien. Der 16:0-Sieg sollte nicht der einzige Erfolg bleiben, auch seine drei weiteren Gruppenspiele gewannen die Brasilianer und zogen damit ins Finale ein. Finalgegner waren die Gastgeber, welche mit 6:5 nach Verlängerung besiegt wurden. Mit dem Ausstieg von Santander konnte sich der Klub das Franchise nicht mehr leisten und zog sich nach der Saison 2008 aus der LNF zurück.

### Futsal Erfolge
- Copa Libertadores: 2001
- Taça Brasil de Futsal: 1992, 1997
- Campeonato Paulista de Futsal (8×): 1976, 1996, 2000, 2001, 2002, 2004, 2005, 2006
- Troféu Cidade de São Paulo (5×): 1983, 1989, 1999, 2000, 2002
- Campeonato Metropolitano (7×): 1957, 1971, 1975, 1999, 2001, 2002, 2005

## Volleyball
Die Volleyballsektion von Banespa wurde bereits zur Gründungszeit ins Leben gerufen. Ab der 1980er Jahre wurde diese professionalisiert und war national und international erfolgreich. In den Reihen des Klubs spielten einige bekannte Athleten, z. B. Gustavo Endres, Ricardo Garcia, Rodrigo Santana, Tande oder Marcelo Negrão.
2003 zog die Mannschaft in eine größere Spielstätte nach São Bernardo do Campo um. Ab dem Zeitpunkt wurde sie als Banespa/São Bernardo bezeichnet. Nachdem feststand, dass das Sponsoring von Santander ausläuft, wurde die Mannschaft im August 2009 in Brasil Vôlei Clube umbenannt. Zur Saison 2010 stellte Banespa seine Aktivitäten im Profivolleyball ein. Die Sektion in den Brasil Vôlei Clube auf. Dieser wurde auf dessen Strukturen aufgebaut, ist aber als Neugründung anzusehen und agiert unabhängig von Banespa.

### Erfolge Volleyball
- Volleyball-Klub-Weltmeisterschaft – Zweitplatzierter: 1990, 1991
- Volleyball-Klub-Südamerikameisterschaft (5×): 1988, 1989, 1990, 1991, 1992
- Superliga Brasileira de Voleibol (5×): 1987, 1990, 1991, 1992, 2005
- Campeão Paulista (6×): 1989, 1990, 1991, 2000, 2001, 2004
- Grand Prix Brasil de Voleibol: 2004